# Zottenbock
Der Zottenbock (Tragosoma depsarium) ist ein Käfer aus der Familie der Bockkäfer (Cerambycidae). Er ist der einzige seiner Gattung in Europa und kommt vor allem in kühlen Regionen Nordeuropas und Sibiriens sowie in den Höhenlagen der Alpen und anderer Gebirge vor. Alle weiteren Arten der Gattung sind in der Nearktis, also in Nordamerika, verbreitet. Der Käfer lebt meist in offenen und bewirtschafteten, trockenen Waldgebieten mit älterem Baumbestand. Durch die Abnahme von Nadelwäldern mit entsprechendem Altholzanteil nehmen auch die Bestände der Käfer ab. In einigen Regionen seines Verbreitungsgebietes, unter anderem in Deutschland, gilt der Käfer als vom Aussterben bedroht.

## Merkmale

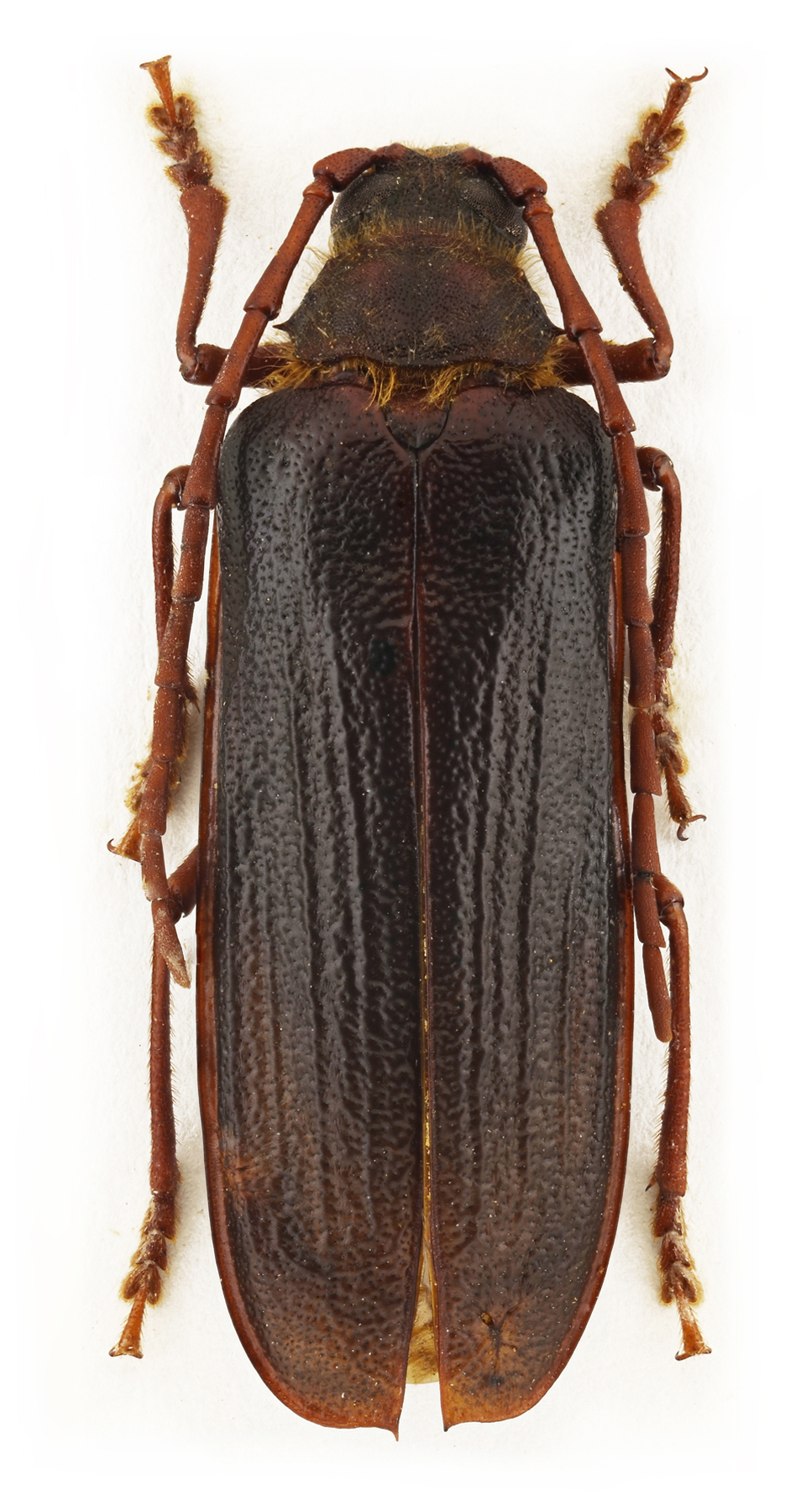
Zottenbock (Tragosoma depsarium)

### Merkmale der Imagines
Der Zottenbock erreicht eine Körperlänge von 18 bis 36 Millimetern und ist etwas länger und schmaler als der Sägebock (Prionus coriarius). Der Körper ist rotbraun, roströtlich bis dunkelbraun gefärbt. Er ist flach gewölbt. Der Halsschild (Pronotum) ist etwa doppelt so breit wie lang und etwa in der Mitte am breitesten. Der zentrale Bereich, die Scheibe, ist uneben und dicht behaart. Die Seiten des Halsschilds sind schwach gerandet und deutlich punktiert; an den Seiten hinter der Mitte sitzt ein auffälliger Dorn. Die Oberseite des Halsschilds ist dicht gelblich behaart; die Seiten sind nach hinten zugespitzt und ausgeschweift. Die Flügeldecken (Elytren) sind fast parallel und etwa 2,5-mal so lang wie zusammen breit. Sie sind auf chagriniertem Grund punktiert mit Spuren von feinen Streifen; zudem tragen sie 3 bis 4 deutlicher vortretende feine Rippen. Der Spitzenwinkel ist an der Flügelnaht zugespitzt.
Der Kopf ist schmaler als der Halsschild und stark punktiert. Die Fühler sind neben der Augenbucht eingelenkt und kahl. Das dritte Fühlerglied ist etwas verlängert, erreicht allerdings im Vergleich zu dem des Körnerbocks (Aegosoma scabricorne) nicht die Halsschildbasis. Bei den Männchen überragen die Fühler deutlich die Mitte der Flügeldecken, bei den Weibchen reichen sie etwa bis zu deren Mitte. Das Endglied der Kiefertaster ist abgestutzt. Die Beine sind etwas heller rötlichbraun als der Körper; die Vordertibien besitzen keine ausgeprägte Innenfurche.

### Merkmale der Larven
Die Larven des Zottenbocks erreichen eine Länge von maximal 50 Millimetern. Die Pleuralsklerite am ersten bis sechsten Abdominalsegment sind klein und nur undeutlich ausgebildet. Die Beine sind deutlich viergliedrig; eine Coxa ist nicht vorhanden, und der Schenkelring (Trochanter) ist reduziert. Das Pronotum hat keine Querbinden, und wie bei anderen Prioninae ist es nicht auffallend rau.
Die Kopfkapsel ist annähernd quadratisch und hinten schmal und tief eingekerbt; auf ihren Seiten befinden sich deutliche Stemmata. Das Labrum ist etwa so breit wie lang. Die Vorderseite der Stirn ist gekielt und besitzt 4 gekielte Zähnchen, bei denen die seitlichen flach sind und weniger vorspringen. Die Cardo ist frei beweglich und gut ausgebildet. Im Vergleich zur Larve des Mulmbocks (Ergates faber) ist das dritte Antennenglied etwas größer und zylindrisch, dabei ist es etwa so lang wie breit. Der Palpifer hat keinen Fortsatz.

## Verbreitung
Der Zottenbock ist paläarktisch verbreitet und kommt in Mittel- und Nordeuropa sowie im südlichen Russland in Sibirien und angrenzenden Regionen bis in die Region Altai vor. Weiter im Süden ist er auf Gebirgslagen beschränkt.
In Nordeuropa kommt die Art vor allem in den Mittelprovinzen in Schweden und Finnland vor, ist aber auch im Baltikum zu finden. Für Gesamteuropa wird eine boreoalpine Verbreitung angegeben; der Käfer findet sich also vor allem in kühleren Gebieten des Nordens sowie in höheren alpinen Regionen. In Mitteleuropa kommt er vor allem im Süden und Südwesten im Bereich der Alpen nicht unter 1000 Meter Höhe vor. So ist er in Deutschland in Bayern und Thüringen verbreitet, wo er mit Nadelholz eingeschleppt wurde; zudem findet man ihn vor allem in Österreich, der Schweiz, in Tschechien und der Slowakei. In Albanien wurde die Art zum ersten Mal 2007 nachgewiesen. Im Süden des Verbreitungsgebietes in den Südalpen, den Karpaten und den Pyrenäen lebt er vor allem in den höheren subalpinen Höhen, so etwa in den Pyrenäen in Höhen von 1500 bis 1800 Metern.
Daneben gibt es in der Literatur Nachweise der Art in Nordamerika, bei denen es sich allerdings um Vertreter anderer Arten handelt.

## Lebensweise
Der Zottenbock lebt als kälteliebende, boreoalpine Art vor allem in kühlen Nadelwäldern und in Parks der Höhenlagen. Er kann abhängig vom lokalen Klima von Juni bis August auftreten. Die Käfer halten sich tagsüber unter loser und morscher Rinde an Totholzstämmen und an alten Baumstümpfen oder unter verpilzten Stämmen auf. Sie werden abends aktiv und laufen in ihren Habitaten umher. An schwüleren Tagen fliegen sie und treffen sich an geeigneten Hölzern für die Eiablage. Vor allem bei den Männchen wurde auch Lichtanflug beobachtet. Teilweise sind die Tiere mit dem Mulmbock (Ergates faber) vergesellschaftet.
Die Entwicklung der Larven dauert mindestens drei Jahre. Sie findet im Holz von älteren anbrüchigen Stämmen und Stubben von Nadelbäumen statt; die Tiere verpuppen sich im Frühsommer. Dabei wurden als Wirtsbäume vor allem die Waldkiefer (Pinus sylvestris), aber auch die Rumelische Kiefer (Pinus peuce), Tannen (Abies) und Lärchen (Larix) dokumentiert.
Bei einer Untersuchung in Schweden wurde festgestellt, dass die Larven vor allem in älteren Baumstämmen mit einem Baumalter von mehr als 200 Jahren gefunden wurden, die an trockenen und sonnenexponierten Stellen gelagert waren. Dies wurde vor allem auf die rasche Besiedelung der jüngeren Holzstämme durch Braunfäulepilze zurückgeführt, die die Nutzung für die Käfer inhibieren. Zudem wurden die meisten Käferlarven in Rodungen gefunden, bei denen eine Holzverjüngung durch Baumsämlinge stattfand, oder in Kiefernbeständen mit natürlicher geringer Baumdichte. Innerhalb von dichten und geschützten Waldbeständen wurden die Larven dagegen nie angetroffen.

## Systematik
Der Zottenbock ist eine eigenständige Art der Bockkäfer (Cerambycidae) und wird dort in die Gattung Tragosoma innerhalb der Prioninae eingeordnet. Die wissenschaftliche Erstbeschreibung stammt von Carl von Linné, der ihn 1767 in seinem Systema naturae als Prionus depsarium beschrieb. Jean-Guillaume Audinet-Serville beschrieb 1832 die Gattung Tragosoma und ordnete den Zottenbock als Typus und einzige Art der neuen Gattung ein.
Mit dem Zottenbock gibt es nach aktuellem Stand (2017) sechs Arten innerhalb der Gattung Tragosoma. Teilweise wurden Käfer in Nordamerika ebenfalls als Vertreter der Art betrachtet, diese gehören jedoch zu einer von mehrere mittlerweile als eigenständig betrachteten Arten wie Tragosoma harrisii und der erst 2017 neu beschriebenen Art Tragosoma soror. Der Zottenbock wird damit als rein paläarktische Art bestätigt. Nach einem Kladogramm zu den Verwandtschaftsbeziehungen innerhalb der Gattung wird der Zottenbock in eine Gruppe mit den beiden in Kanada und den Vereinigten Staaten verbreiteten Arten Tragosoma harrisii und Tragosoma nigripenne eingeordnet und als Schwesterart derselben betrachtet.
Die Namensgebung der Gattung leitet sich von der Körperform der Tiere ab, die an einen Ziegenbock erinnert. Tragosoma setzt sich zusammen aus den griechischen Wörtern „tragos“ für den „Ziegenbock“ und „soma“ für „Körper“. Das Epitheton depsarium stammt aus dem Lateinischen und bedeutet „Kneter“ oder „Durcharbeiter“.

## Gefährdung
Der Zottenbock gilt generell als sehr seltene Art, was bereits von Edmund Reitter 1912 festgestellt wurde. Er gilt als Urwaldrelikt der Kategorie 2, die neben völlig unbewirtschafteten Urwäldern auch in alten, naturnahen Wirtschaftswäldern mit langer Habitattradition vorkommen können.  In der Roten Liste gefährdeter Bockkäfer Bayerns wurde die Art bereits 2003 als „stark gefährdet“ gelistet und hatte diesen Status auch für Deutschland generell. Für Europa wurde die Art dagegen in einem Report der IUCN in Zusammenarbeit mit der Europäischen Union im Jahr 2010 als nicht gefährdet (least concern) angesehen. Nach Kust 2016 gilt der Zottenbock „in Deutschland bereits als vom Aussterben bedroht und zählt nach Meinung verschiedener Fachautoren zu den größten Seltenheiten in Mitteleuropa“. In Österreich sei die Art lediglich von 15 Lokalitäten bekannt und auch im italienischen Südtirol gibt es nur wenige ältere Nachweise, hier gilt die Art nach einer letzten Sichtung 1967 als verschollen.
Aufgrund der Ergebnisse einer Untersuchung in Schweden ist anzunehmen, dass die Population unter der Fragmentierung von Lebensräumen mit Altbaumbeständen leidet, die für die Entwicklung benötigt werden. Aufgrund des Rückgangs dieser Habitate um etwa 25 % in den 10 Jahren vor der Untersuchung wurde mit einem rapiden Bestandsrückgang der Tiere gerechnet. Auch für Russland wird ein entsprechender Rückgang beschrieben, und der Käfer steht in zahlreichen Regionen auf den entsprechenden roten Listen gefährdeter Arten, darunter etwa in Karelien, Udmurtien, Komi, Tschuwaschien, Leningradskaja, Kiraw, Tjumen, Iwanowo, Kaluga, Moskau, Jaroslawl und Nischni Nowgorod.

## Belege
1. ↑  
Tragosoma depsarium. Fauna Europaea, abgerufen am 14. Juni 2020.
2. 1 2 3 4 5 6  
Edmund Reitter: Fauna Germanica. Die Käfer des deutschen Reiches. K.G. Lutz, Stuttgart 1912, S. 4 (Digitalisat).
3. 1 2 3 4 5 6 7 8 9 10  
„Art: Tragosoma depsarium (Linnaeus 1767) – Zottenbock.“ In: Bernhard Klausnitzer, Ulrich Klausnitzer, Ekkehard Wachmann, Zdeněk Hromádko: Die Bockkäfer Mitteleuropas. Die Neue Brehm-Bücherei 499, Band 2, 4. Auflage. VerlagsKG Wolf, Magdeburg 2018, ISBN 978-3-89432-864-1, S. 348.
4. 1 2  
Bernhard Klausnitzer, Ulrich Klausnitzer, Ekkehard Wachmann, Zdeněk Hromádko: Die Bockkäfer Mitteleuropas. Die Neue Brehm-Bücherei 499, Band 1, 4. Auflage. VerlagsKG Wolf, Magdeburg 2018, ISBN 978-3-89432-864-1, S. 234.
5. ↑  
Tragosoma depsarium auf coleonet.de, abgerufen am 15. Juni 2020.
6. ↑  
Matthias Schaefer: Brohmer – Fauna von Deutschland. 19. überarbeitete Auflage, Quelle & Meyer Verlag, Wiesbaden 1994, ISBN 3-494-01225-3, S. 355–356.
7. 1 2 3 4  
Bernhard Klausnitzer, Ulrich Klausnitzer, Ekkehard Wachmann, Zdeněk Hromádko: Die Bockkäfer Mitteleuropas. Die Neue Brehm-Bücherei 499, Band 1, 4. Auflage. VerlagsKG Wolf, Magdeburg 2018, ISBN 978-3-89432-864-1, S. 103–104.
8. 1 2  
E.V. Guskova, G.N. Kuftina: НАХОДКА РЕДКОГО ЖУКА-УСАЧА TRAGOSOMA DEPSARIUM (LINNAEUS, 1767) (COLEOPTERA, CERAMBYCIDAE) В ГОСУДАРСТВЕННОМ ПРИРОДНОМ ЗАПОВЕДНИКЕ «ТИГИРЕКСКИЙ» (АЛТАЙСКИЙ КРАЙ). [Record of the rare longhorn beetle Tragosoma depsarium (Linnaeus, 1767) (Coleoptera, Cerambycidae) in the Tigireksky strict nature reserve (Altai Krai).] Amurian zoological journal VII (2), 2015, S. 134–136 (Volltext).
9. 1 2 3  
Kristaps Vilks: Notes on Recent Observations of Rare Longhorn Beetle Tragosoma depsarium (LINNAEUS, 1767) (Coleoptera, Cerambycidae) in the Sltere National Park, Latvia. Latvijas entomologs 46, 2008, S. 76–78 (Volltext).
10. ↑  
Jiri Foit: A species of longhorn beetle (Coleoptera: Cerambycidae) new to the Albanian Fauna – New record of Tragosoma depsarium (L.). Acta entomologica serbica 12 (1), 2007, S. 87–89 (Volltext).
11. ↑  
César González Peña: Catálogo de los Cerambycidae (Coleoptera) de Aragón. Catalogus de la entomofauna aragonesa 27, 2002, S. 3–43.
12. 1 2 3 4 5  
Serge Laplante: Description of a new Nearctic species of Tragosoma Audinet-Serville (Coleoptera: Cerambycidae: Prioninae), with species validations, new synonymies and a lectotype designation. Insecta Mundi 0578, 2017, S. 1–17 (Volltext).
13. 1 2  
Klaus Hellrigl: Faunistik der Bockkäfer von Südtirol (Coleoptera: Cerambycidae). forest observer 5, 2010, S. 35 und 41 (zobodat.at [PDF]).
14. ↑  
Karl Wilhelm Harde, František Severa: Der Kosmos Käferführer. Die mitteleuropäischen Käfer. Franckh-Kosmos Verlags-GmbH & Co, Stuttgart 2000, ISBN 3-440-06959-1, S. 262.
15. 1 2 3  
Theo Kust: Entomofaunistische Untersuchungen im Wildnisgebiet Dürrenstein. 1. Teil: Käfer (Coleoptera), Schwebfliegen (Diptera: Syrphidae), Köcherfliegen (Trichoptera). Silva Fera 5, April 2016 (zobodat.at [PDF]).
16. 1 2  
Lars-Ove Wikars: Raggbocken (Tragosoma depsarium) gynnas tillfälligt av hyggen men behöver gammelskogen. Entomologisk Tidskrift 124 (1–2), 2003, S. 1–12 (Volltext).
17. 1 2  
Lars-Ove Wikars: Habitat requirements of the pine wood-living beetle Tragosoma depsarium (Coleoptera: Cerambycidae) at log, stand, and landscape scale. Ecological Bulletins 51, 2004,  DOI:10.2307/20113317, S. 287–294 (Volltext).
18. ↑  
J. G. Audinet-Serville: Nouvelle classification de la famille des longicornes. Annales de la Société Entomologique de France 1, 1832, S. 118–201 (Digitalisat; Erstbeschreibung: S. 160–161).
19. ↑  
Jörg Müller, Heinz Bußler, Ulrich Bense, Hervé Brustel, Günter Flechtner, Adrian Fowles, Manfred Kahlen, Georg Möller, Hans Mühle, Jürgen Schmidl, Petr Zabransky: Urwaldrelikt-Arten – Xylobionte Käfer als Indikatoren für Strukturqualität und Habitattradition. waldoekologie online 2, 2005, S. 106–113.
20. ↑  
Sandra Aurenhammer, Christian Komposch, Manfred Schneider, Gregror Degasperi: Urwaldrelikte Kärntens – Käfergemeinschaften von Naturwäldern im Spannungsfeld zwischen Forstwirtschaft und Naturschutz (Insecta: Coleoptera). In: Carinthia II. Jahrgang 209/129, 2019, S. 431–466 (zobodat.at [PDF]).
21. ↑  
Jürgen Schmidl, Heinz Bußler: Rote Liste gefährdeter Bockkäfer (Coleoptera: Cerambycidae) Bayerns. BayLfU/166/2003, abgerufen am 14. Juni 2020 (Volltext).
22. ↑  
Ana Nieto, Keith N. A. Alexander: European Red List of Saproxylic Beetles. Publications Office of the European Union, Luxembourg 2010, S. 32 (Volltext (Memento vom 18. Juni 2022 im Internet Archive) [PDF]).